# Hôtel Concorde La Fayette
Hôtel Concorde La Fayette je hotel v Paříži v 17. obvodu. Se svými 137 metry výšky (s anténou 190 m) je nejvyšším hotelem ve Francii a třetí nejvyšší stavbou na území města po Eiffelově věži a Tour Montparnasse. Budova z roku 1974 je součástí kongresového centra. Název hotelu se skládá z označení hotelového řetězce a jména generála La Fayetta.

## Historie
Prostor, na kterém se dnes hotel nachází, byl původně nezastavěný a v létě zde probíhaly poutě a kolotoče. Po druhé světové válce zde bylo postaveno několik provizorních budov. V roce 1960 rozhodla obchodní a průmyslová komora vzhledem k nárůstu cestovního ruchu a kongresové turistiky postavit kongresové centrum a spolu s ním i hotel. Ten byl otevřen v dubnu 1974.

## Architektura
Architekty hotelu byli Henri Guibout, Serge Maloletenkov a Yves Betin, kongresový palác navrhl architekt Guillaume Gillet. Palác i hotel společně vytvářejí kongresové centrum. Hotel je vysoký 137 m a s anténou dosahuje výšky 190 m. Má 38 podlaží, z toho 5 technických. Ve 33 patrech je 950 pokojů. Má 12 výtahů, 57 přednáškových sálů o celkové rozloze 4000 m2, ve 33. patře se nachází bar s výhledem.